# Йоріс Каємбе
Йоріс Каємбе Діту (фр. Joris Kayembe Ditu, нар. 8 серпня 1994, Брюссель, Бельгія) — конголезьський футболіст, фланговий захисник бельгійського клубу «Генк» та національної збірної ДР Конго.

## Ігрова кар'єра

### Клубна
Йоріс Каємбе народився у Брюсселі і починав займатися футболом в спортивних щколах клубів «Брюссель» та «Стандард». 
Але дорослу кар'єру футболіст розпочав у Португалі, коли у 2013 році підписав професійний контракт с клубом «Порто». І для набору ігрової практики був відправлений в дублюючий склад. 4 травня 2014 року Каємбе провів першу гру в основі в чемпіонаті Португалії. Та гра так і залишилася єдиною в першій команді «Порто». 
Другу половину сезону 2014/15 Каємбе провів в аренді в клубі «Арока». Влітку повернувся до «Порто» і наступні два сезони також грав в оренді — в «Ріу Аве». Влітку 2017 року футболіст перейшов до французького «Нанта». Але за три сезони у Франції захисник провів лише три гри в основі команди.
І в січні 2020 року він перебрався до Бельгії і 29 січня зіграв першу гру в чемпіонаті Бельгії у складі «Шарлеруа». Де грав до літа 2023 року, коли приєднався до іншого бельгійського клубу — «Генк». Вже 25 лютого того року у матчі кваліфікації Ліги чемпіонів Каємбе зіграв першу гру в новій команді. Також протягом сезону 2023/24 у складі «Генка» Йоріс грав у матчах групового раунду Ліги Європи.

### Збірна
На міжнарлодній арені Йоріс Каємбе почав свої виступи в бельгійській збірній. У 2020 році він провів два матчі у складі національної збірної Бельгії.
У 2023 році футболіст вирішив грати за історичну батьківщину і 12 вересня 2023 року у матчі проти збірної ПАР дебютував у національній збірній ДР Конго. У 2024 році Каємбе брав участь у Кубку африканських націй, де зіграв два матчі.